# Hyōgo-ku
Hyogo (兵庫区, Hyōgo-ku) est un des neuf arrondissements de Kōbe au Japon. Sa superficie est de 14,54 km2 et sa population est de 107 553 habitants en 2008.